# 许仪
许仪（3世紀—263年），祖籍沛国谯县（今安徽省亳州市），是三国时期曹魏的将领，名将许褚之子，官至牙門將。

## 生平
许褚死后，许仪继承了他的爵位（牟乡侯）。景元四年（263年），曹魏权臣司马昭指令三路大军进攻蜀汉，许仪随镇西将军钟会，十万大军从斜谷、骆谷进军。钟会命令许仪在前方开路，自己在后面跟随，结果有一座桥桥面穿裂，导致后面马蹄陷入。由于钟会被假节都督关中诸军事，有生杀大权，于是立即将许仪处斩。
许仪之父许褚是曹魏前三代君主曹操、曹丕和曹叡的贴身警卫和爱将，而许仪却仍然没能被宽恕，所以许仪之死使得全军震惊。钟会、邓艾迫使蜀汉投降后，之间又发生冲突，钟会试图起兵叛乱失败，最终也死在蜀地。

## 子
晋武帝即位后，许仪之子许综继承了他的爵位。

## 動漫
- 《火鳳燎原》（陳某）、火鳳燎原外傳小說《殘兵》（王貽興）: